# Fabòn
(Enzo Bruzzi, su "Il Messaggero" del 15 gennaio 1953)
Fabòn, pseudonimo di Domenico Bonfà (Sant'Agata del Bianco, 4 febbraio 1912 – Roma, 27 agosto 1969), è stato un pittore italiano, membro dell'Accademia tiberina.

## Biografia

### Infanzia e adolescenza
Secondogenito di una famiglia numerosa, dimostra fin da piccolo interesse e capacità nel disegno. Le sue capacità sono evidenti a diversi compaesani, tra cui il suo maestro di scuola elementare, che ogni mattina trova il proprio ritratto disegnato alla lavagna dal suo allievo. 
All’età di 14 anni Domenico si trasferisce, mandato dal padre, a Catania, per studiare in una bottega d’arte. Ha così modo di apprendere i fondamenti della pittura.

### La maturità e gli anni della guerra
Torna a Sant’Agata dopo sette anni e si sposa con Carmela Curulli, una poetessa locale. Nel 1933 si trasferisce a Reggio Calabria e dal 1938 inizia a muoversi tra diverse città italiane insieme alla moglie, partecipando ad alcune mostre. 
Nel 1942 è chiamato alle armi. In guerra, combatte in Africa, ed è fatto prigioniero a Tobruch. Questa esperienza influenza anche il suo stile cromatico: i colori del deserto libico caratterizzano diverse sue opere successive.

### Il successo nazionale
Tornato in Italia, nel 1945, Fàbon inizia la sua attività espositiva. Tiene le prime esposizioni a Catania e a Reggio Calabria, ma dal 1946 riprende a viaggiare per l’Italia, attirando l’attenzione dei musei europei e dei critici del tempo. Il giornalista Vittorio Rossi descrive in questo modo il suo lavoro: 
(Vittorio Rossi, sul “Giornale di Sicilia” del 7 aprile 1948)
Diventa ancor più noto nel 1954, partecipando a due importanti mostre a Torino e a Bologna. 
Il suo successo nazionale viene infine consolidato dalla nomina a vice segretario regionale per la Calabria dal comitato USAIBA (Unione Sindacale Artisti Italiani Belle Arti) e dalla collaborazione con Il mezzogiorno di Reggio.

### Il successo internazionale
Nel settembre del 1955, in una mostra internazionale tenutasi al Palazzo dell’arte Sacra di Assisi, Fàbon riceve il diploma d’onore per alti meriti artistici. Da allora le sue opere vengono esposte in diverse città italiane, come Genova, Arezzo, Ravenna, Firenze e Messina, ma anche all’estero: in Germania, Francia, Svizzera, Argentina e Canada. 
Raggiunge il successo internazionale con l’esposizione alla Pavone Art Gallery di New York.
Seguono diversi riconoscimenti, anche da parte dell’allora ministro Umberto Tupini.

### La morte
Nel 1968 gli viene diagnosticato un cancro, che lo porterà alla morte all’età di 56 anni nel 1969.

## Lo stile
Lo stile artistico di Fàbon non si può ricondurre a nessuna particolare corrente del '900. La sua arte è originale, influenzata esclusivamente dalle sue esperienze di vita. Nelle sue opere, ha sempre unito i colori della sua terra a quelli del mediterraneo. Questi colori rendono le figure rappresentate spesso misteriose, intrise di una spiritualità inaccessibile. I suoi dipinti sono una manifestazione artistica di intuizioni filosofiche che vanno alla ricerca delle basi del reale e del pensiero. Questo obiettivo è raggiunto da un uso di prospettive, di colori e di linee senza precedenti.

## Opere principali
- Mia moglie (1946)
- Paesaggio (1949)
- L'attesa (1954)
- Composizione (1954)
- Mio padre (1955)
- Umanità (1955)
- Sosta tra le macerie (1955)
- La via del pensiero (1955)
- Creazione (1961)
- Crocefisso (1961)
- Volto di Cristo (1963)
- Cosmica (1968)

## Partecipazione a mostre
- Mostra del Paesaggio Albanese, Bari (1938)
- Mostra nazionale Ars Plauda, Torino (1954)
- Mostra nazionale di Arte Sacra, Bologna (1954)
- Mostra nel Palazzo dell'arte sacra, Assisi (1955)
- Mostra alla Pavone Art Gallery, New York (1956)
- Mostra Nazionale d’Arte Contemporanea, Roma (1956)
- Mostra nel Museum of Fine Arts, Montreal (1957)
- III° Mostra Nazionale estemporanea di Ravenna, Ravenna (1958)
- Mostra personale di Arte Sacra, Reggio Calabria (1961)